# زيلبور بارد
زيلبور بارد (الاسم العلمي:Xyleborus algidus) هو نوع من الحشرات يتبع جنس الزيلبور من فصيلة السوسية الحقيقية.